# Campionati mondiali di sollevamento pesi 1958
I Campionati mondiali di sollevamento pesi 1958, 34ª edizione della manifestazione, si svolsero a Stoccolma dal 16 al 21 settembre 1958, e furono considerati validi anche come 40° campionati europei di sollevamento pesi.

## Titoli in palio
| Categoria            | Eventi         | Atleti |
| -------------------- | -------------- | ------ |
| Pesi gallo           | Fino a 56 kg   | 11     |
| Pesi piuma           | Fino a 60 kg   | 12     |
| Pesi leggeri         | Fino a 67.5 kg | 15     |
| Pesi medi            | Fino a 75 kg   | 17     |
| Pesi massimi leggeri | Fino a 82.5 kg | 15     |
| Pesi mediomassimi    | Fino a 90 kg   | 14     |
| Pesi massimi         | Oltre i 90 kg  | 12     |

## Nazioni partecipanti
Ai campionati parteciparono 96 atleti rappresentanti di 27 nazioni. Sette di queste entrarono nel medagliere. Tra parentesi i partecipanti per nazione.
- Antille Olandesi (4)
- Argentina (1)
- Australia (2)
- Austria (1)
- Belgio (1)
- Bulgaria (5)
- Cecoslovacchia (2)
- Danimarca (2)
- Filippine (1)
- Finlandia (5)
- Francia (4)
- Germania Est (1)
- Germania Ovest (4)
- Iran (7)
- Italia (7)
- Jugoslavia (4)
- Marocco (1)
- Norvegia (6)
- Polonia (7)
- Regno Unito (1)
- Spagna (2)
- Stati Uniti (6)
- Sudafrica (1)
- Svezia (7)
- Svizzera (4)
- Ungheria (3)
- Unione Sovietica (7)

## Risultati
| Evento      | Oro              | Oro   | Argento            | Argento | Bronzo               | Bronzo |
| ----------- | ---------------- | ----- | ------------------ | ------- | -------------------- | ------ |
| 56 kg       | Vladimir Stogov  | 342,5 | Charles Vinci      | 327,5   | Ali Safa-Sonboli     | 312,5  |
| 60 kg       | Isaac Berger     | 372,5 | Evgenij Minaev     | 362,5   | Sebastiano Mannironi | 342,5  |
| 67,5 kg     | Viktor Bušuev    | 390,0 | Luciano De Genova  | 362,5   | Henrik Tamraz        | 357,5  |
| 75 kg       | Tommy Kono       | 430,0 | Fëdor Bogdanovskij | 422,5   | Marcel Paterni       | 395,0  |
| 82.5 kg     | Trofim Lomakin   | 440,0 | James George       | 435,0   | Ireneusz Paliński    | 432,5  |
| 90 kg       | Arkadij Vorob'ëv | 465,0 | Dave Sheppard      | 450,0   | Ivan Veselinov       | 422,5  |
| Oltre 90 kg | Aleksej Medvedev | 485,0 | Dave Ashman        | 457,5   | Firouz Pojhan        | 455,0  |

## Medagliere
| Posiz. | Nazione          | Oro | Argento | Bronzo | Totale |
| ------ | ---------------- | --- | ------- | ------ | ------ |
| 1      | Unione Sovietica | 5   | 2       | 0      | 7      |
| 2      | Stati Uniti      | 2   | 4       | 0      | 6      |
| 3      | Italia           | 0   | 1       | 1      | 2      |
| 4      | Iran             | 0   | 0       | 3      | 3      |
| 5      | Bulgaria         | 0   | 0       | 1      | 1      |
| 5      | Francia          | 0   | 0       | 1      | 1      |
| 5      | Polonia          | 0   | 0       | 1      | 1      |
| Totale | Totale           | 7   | 7       | 7      | 21     |

## Classifica a squadre
Il sistema di punteggio è basato sui punti distribuiti per l'esercizio totale in base allo schema adottato nel 1958:
| Pos. | Squadra          | Punti |
| ---- | ---------------- | ----- |
| 1    | Unione Sovietica | 45    |
| 2    | Stati Uniti      | 34    |
| 3    | Iran             | 17    |
| 4    | Italia           | 16    |
| 5    | Polonia          | 9     |
| 6    | Bulgaria         | 7     |
| 6    | Francia          | 7     |
| 8    | Cecoslovacchia   | 5     |
| 8    | Germania Est     | 5     |
| 10   | Austria          | 4     |
| 11   | Filippine        | 2     |
| 11   | Finlandia        | 2     |
| 13   | Svezia           | 1     |
| 13   | Ungheria         | 1     |